# Victoria (Rusland)
Victoria (Russisch: Виктория) is een geïsoleerd eiland op ongeveer 160 kilometer ten westen van de archipel Frans Jozefland en ongeveer 60 kilometer ten oosten van het eiland Kvitøya (Spitsbergen), aan de noordelijke grens van de Barentszzee. Het is het meest noordwestelijke eiland van Rusland. Geografisch behoort het niet tot de archipel Frans Jozefland, waarvan het wordt gescheiden door de Frans Victortrog, maar bestuurlijk wordt het hier wel toe gerekend binnen het gemeentelijk district Primorski van de Russische oblast Archangelsk. Sinds 2009 maakt Victoria deel uit van het Nationaal Park Arctisch Rusland (nationaal park Roesskaja Arktika).
Het eiland meet 5 bij 2,5 kilometer, heeft een oppervlakte van 14 km² en een hoogte tot 105 meter. Het is bijna volledig bedekt met ijs. De noordpunt wordt Kaap Knipovitsj genoemd.

## Geschiedenis
Het eiland werd op 20 juli 1898 ontdekt door de Noorse kapiteins Johannes Nilsen en Ludvig Bernard Sebulonsen tijdens de jacht op walrussen. Het werd de dag erop door ene kapitein P. W. Nilssen van het stoomjacht Victoria (eigendom van de Britse avonturier Arnold Pike) vernoemd naar dit schip. Lange tijd werd het eiland ongemoeid gelaten. Van tijd tot tijd kwamen er Noorse pelsjagers.
In de jaren twintig kwam het echter ineens in volle belangstelling te staan omdat het buiten de gebieden viel die onder het in 1920 getekende Spitsbergenverdrag onder Noors bestuur werden geplaatst en als zodanig kon worden aangemerkt als terra nullius. Zowel Noorwegen als Sovjet-Rusland aasden daarop op het eiland en de hele archipel Frans Jozefland. In 1925 voeren Frank Worsley en Grettir Algarsson vanuit IJsland naar het eiland.
Op 15 april 1926 eiste de Sovjet-Unie beide gebieden op tot ongenoegen van Noorwegen dat er op 6 mei van hoorde en daarop tevergeefs protest aantekende tegen deze in haar ogen onwettige annexatie op 19 december 1926. Het Noorse Ministerie van Buitenlandse Zaken wilde geen conflict met de Sovjet-Unie en besloot geen formele claims op het gebied te leggen, al had ze geen bezwaar tegen privé-initiatieven hiertoe. Noorse initiatieven werden met name gesteund door het Norges Svalbard og Ishavsundersøkelser (NSIU), de voorloper van het Noors Poolinstituut. Tussendoor bezocht de Amerikaanse Louise Boyd het eiland tijdens haar zoektocht op de Hobby naar de vermiste Roald Amundsen.

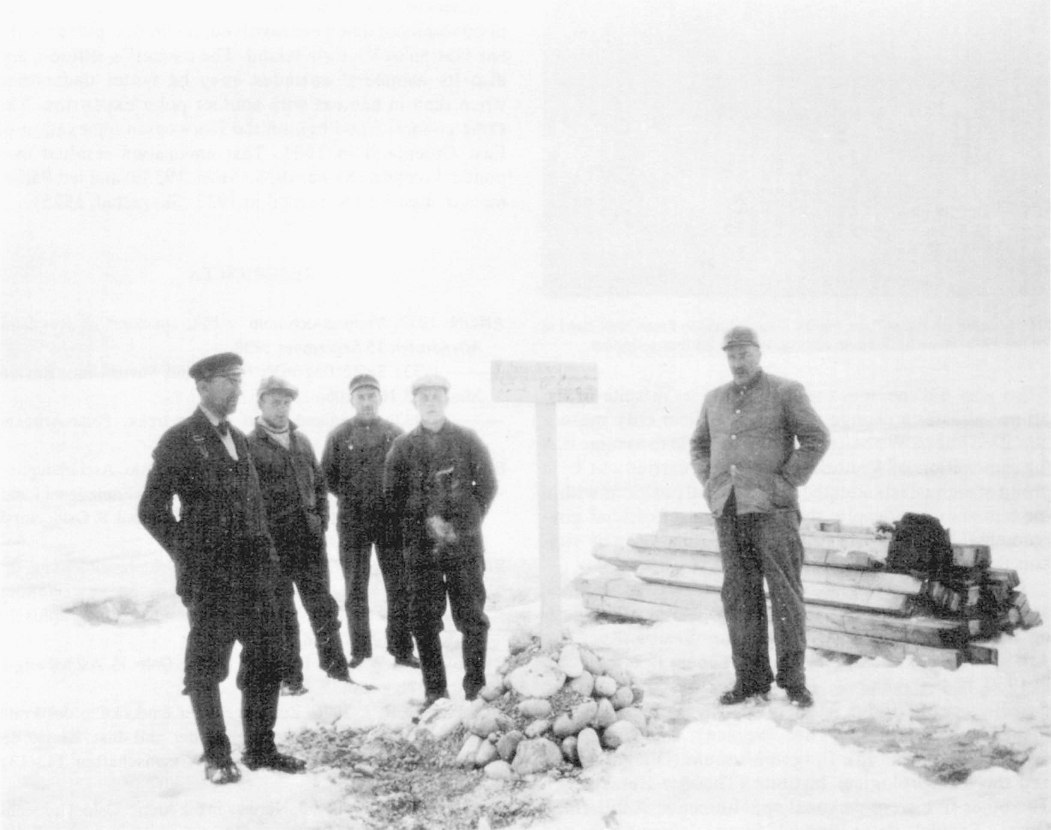
Bemanningsleden van de Bratvaag exposeren voor de bouwmaterialen en de Noorse claim op 8 augustus 1930

In 1929 financierde de Noorse consul (van Sandefjord) en walvisvaartmagnaat Lars Christensen (bekend van eerdere expedities waarbij Bouvet en Peter-I-eiland van Antarctica werden geannexeerd voor de Noorse kroon) daarop een expeditie op de schepen S/S Torsnes en M/C Hvalrossen naar Frans Jozefland en Victoria waarbij onder andere Victoria diende te worden opgeëist in naam van Christensen. Daarnaast moest een radiostation worden geplaatst op Frans Jozefland waar een aantal overwinteraars zouden worden achtergelaten. De expeditie werd door zware ijsomstandigheden echter onderweg naar het gebied gedwongen om terug te keren. Nadat Otto Schmidt in 1929 de Russische vlag had gehesen op Frans Jozefland werd de Noorse focus verlegd naar Victoria. Het jaar erop werd de Bratvaagexpeditie onder leiding van Gunnar Horn (van de NSIU) naar het eiland gestuurd onder het mom van wetenschappelijk onderzoek. Op 8 augustus 1930 werd het eiland bereikt, waarop zeven man aan land gingen en Horn het eiland opeiste voor scheepseigenaar Harald M. Leite. Er werd een teken op het strand achtergelaten met de claim, alsook materialen, een hamer en spijkers voor de bouw van een onderkomen. Eigenlijk had er een hut moeten worden opgericht, maar de bemanning had geen mogelijkheden om een dergelijk onderkomen te beschermen tegen stormen, waarop ervan af werd gezien. Waarschijnlijk uit angst voor een conflict met de Sovjet-Unie claimde Noorwegen uiteindelijk het eiland echter nooit officieel en op 29 augustus 1932 landde daarop een Sovjet-Russische expeditie op de zeilmotorboot Nikolaj Knipovitsj onder leiding van kapitein Sergej Popov en expeditieleider Nikolaj Zoebov op het eiland en plaatste er de Vlag van de Sovjet-Unie.
Op 1 november 1959 werd een poolstation (Ostrov Viktoria) geopend op het eiland, dat onder jurisdictie van Dikson stond en op 1 april 1994 weer gesloten werd. Er is een automatisch weerstation gepland op het eiland. Verder zijn er Russische plannen voor de instelling van een post van de Luchtverdediging van Rusland (PVO Rossii) bij Kaap Knipovitsj.